# Аквариум Майами
Морской аквариум Майами (англ. Miami Seaquarium) — океанариум, расположенный на острове Вирджиния-Кей, в акватории залива Бискейн, округ Майами-Дейд, Флорида, США, близ района Даунтаун, Майами.
Океанариум был открыт в 1955 году, это один из двух аквариумов живой морской природы в Южной Флориде. В 1955 году, на момент открытия — крупнейший океанариум в мире. Среди его обитателей — различные виды рыб, в том числе акул, морские черепахи, птицы, пресмыкающиеся, морские ракообразные, ламантины, спруты и медузы. В океанариуме разработаны различные научно-познавательные программы и экскурсии, места отдыха для туристов и групп школьников. Открыты для погружения водные участки, населённые тропическими рыбами, обитателями коралловых рифов. Ежегодно Аквариум Майами посещают до 500 тысяч гостей. Представлены различные шоу и аттракционы с участием дельфинов и косаток. До своей смерти в 2023 году в Аквариуме перед зрителями выступала косатка Лолита, живущая там с 1970 года, и считавшаяся старейшей в мире из дрессированных касаток.
В океанариуме заняты 225 сотрудников.
В период с 1963 и по 1967 год в Аквариуме Майами было снято 88 серий американского телефильма «Флиппер».
Адрес Аквариума Майами: 4400 Rickenbacker Causeway, Miami, FL 33149. Телефон: 305-365-2501

## Галерея
- Флиппер в 1969 году
- Вход в Аквариум
- Электрические скаты океанариума